# Grevillea angustiloba
Grevillea angustiloba là một loài thực vật có hoa trong họ Quắn hoa. Loài này được (F.Muell.) Downing mô tả khoa học đầu tiên năm 2004.